# Regering-Collignon I
De regering-Collignon I (25 januari 1994 - 20 juni 1995) was een Waalse regering, onder leiding van Robert Collignon. De regering bestond uit de twee partijen: PS (47 zetels) en PSC (24 zetels). 
De regering volgde de regering-Spitaels op, na het ontslag van minister-president Guy Spitaels ten gevolge van het Agustaschandaal en werd opgevolgd door de regering-Collignon II, die gevormd werd na de verkiezingen van 21 mei 1995.

## Samenstelling
De regering-Collignon I telde zeven ministers: 4 voor de PS en 3 voor de PSC.
| Naam                          | Partij | Partij | Functie en bevoegdheden                                                                                        |
| ----------------------------- | ------ | ------ | --- |
| Robert Collignon (1943)       |        | PS     | Minister-president en minister Economie en KMO's, Buitenlandse Betrekkingen en Toerisme                        |
| Albert Liénard (1938-2011)    |        | PSC    | Minister Technologische Ontwikkeling en Wetenschappelijk Onderzoek, Werkgelegenheid en Professionele Opleiding |
| Bernard Anselme (1945)        |        | PS     | Minister Binnenlandse Aangelegenheden, Ambtenarenzaken en Begroting                                            |
| André Baudson (1927-1998)     |        | PS     | Minister Ruimtelijke Ordening, Erfgoed en Transport                                                            |
| Jean-Pierre Grafé (1932-2019) |        | PSC    | Minister Openbare Werken                                                                                       |
| Willy Taminiaux (1939-2018)   |        | PS     | Minister Sociale Actie, Huisvesting en Gezondheid                                                              |
| Guy Lutgen (1936-2020)        |        | PSC    | Minister Milieu, Natuurlijke Hulpbronnen en Landbouw                                                           |

Dehousse I · 
Damseaux · 
Dehousse II · 
Wathelet · 
Coëme · 
Anselme · 
Spitaels · 
Collignon I · 
Collignon II · 
Di Rupo I · 
Van Cauwenberghe I · 
Van Cauwenberghe II · 
Di Rupo II ·
Demotte I ·
Demotte II ·
Magnette ·
Borsus ·
Di Rupo III ·
Dolimont ·